# Creteuchiloglanis kamengensis
Creteuchiloglanis kamengensis is een straalvinnige vissensoort uit de familie van de zuigmeervallen (Sisoridae). De wetenschappelijke naam van de soort is voor het eerst geldig gepubliceerd in 1966 door Jayaram.